# Rosewood
Rosewood é uma série de televisão estadunidense exibida pela Fox desde 23 de setembro de 2015.

## Elenco

### Elenco principal
- Morris Chestnut como Dr. Beaumont Rosewood, Jr.[4]
- Jaina Lee Ortiz como detetive Annalise Villa[4]
- Gabrielle Dennis como Pippy Rosewood: Beaumont's sister[4]
- Anna Konkle como Tara Milly Izikoff AKA TMI: Pippy's fiancée[4]
- Domenick Lombardozzi como capitão Ira Hornstock[4]
- Lorraine Toussaint como Donna Rosewood

### Elenco recorrente
- Nicole Ari Parker como Kat Crawford
- Taye Diggs como Mike Boyce
- Rayna Tharani como Felicia
- Sam Witwer como Heath Casablanca
- Tia Mowry-Hardrict como Candace
- Sherri Shepherd como Anita Eubanks
- Joy Bryant como Dr. Erica Kincaid

### Elenco de convidados
- MacKenzie Astin como Dr. Max Cahn
- Adrian Pasdar como Dr. Derek Foster
- Vondie Curtis Hall como Beaumont Rosewood Sr.[4]
- Michael Irby como agente Giordano[4]
- Ryan W. Garcia como agente Malcute[4]
- Carla Gallo como Daisy Wick[5]

## Episódios
| Nº | Título                                  | Exibição original      |
| -- | --------------------------------------- | ---------------------- |
| 1  | "Pilot"                                 | 23 de setembro de 2015 |
| 2  | "Fireflies and Fidelity"                | 30 de setembro de 2015 |
| 3  | "Have-Nots and Hematomas"               | 7 de outubro de 2015   |
| 4  | "Vandals and Vitamins"                  | 14 de outubro de 2015  |
| 5  | "Necrosis and New Beginnings"           | 21 de outubro de 2015  |
| 6  | "Policies and Ponies"                   | 4 de novembro de 2015  |
| 7  | "Quadriplegia and Quality Time"         | 11 de novembro de 2015 |
| 8  | "Bloodhunt and Beats"                   | 18 de novembro de 2015 |
| 9  | "Fashionistas and Fasciitis"            | 25 de novembro de 2015 |
| 10 | "Aortic Ateresia and Art Installations" | 2 de dezembro de 2015  |